# Béatrice Nicodème
 (mars 2025).
Si vous disposez d'ouvrages ou d'articles de référence ou si vous connaissez des sites web de qualité traitant du thème abordé ici, merci de compléter l'article en donnant les références utiles à sa vérifiabilité et en les liant à la section « Notes et références ».
Pour les articles homonymes, voir Nicodème (homonymie).
Béatrice Nicodème est une autrice de romans policiers, de romans historiques et d'ouvrages de littérature d'enfance et de jeunesse.

## Biographie
Après des études d'allemand et de documentaliste, elle exerce pendant vingt ans le métier de maquettiste dans la presse. 
Elle commence à écrire à l'âge de 31 ans des romans policiers, tant pour les adultes, dans la lignée des thrillers psychologiques de Boileau-Narcejac, que pour la jeunesse. Elle publie également des romans historiques dans lesquels le mystère est toujours présent. Elle a longtemps collaboré au magazine Je lis des histoires vraies.
Elle a publié un Dictionnaire du roman policier destiné aux jeunes lecteurs (1998) et un abécédaire sur le monde du crime, Mais que fait la police ? (2012).

## Œuvre

### Romans policiers
- L'Inconnu de la terrasse, Éditions de l'Instant, coll. L'Instant noir, 1987
- Terreur blanche, Denoël, coll. Sueurs Froides, 1990
- Meurtres par écrits, Crime Fleuve Noir, 1993
- Défi à Sherlock Holmes, Crime Fleuve Noir, 1993 ; et Ed. du 38 (2024)
- Faux frère, Fleuve Noir, 1996
- La Tentation du silence, Éditions du Masque (2000), Le Figuier sauvage (2022)
- Mauvaise Rencontre, Éditions du Masque, coll. « Le Masque » no 2457, 2002
- La Mort au doux visage,  Éditions du Masque, 2002; J'ai Lu-poche, 2004
- Le Guetteur, Éditions du Masque, coll. « Le Masque » no 2474, 2003
- Le Venin du pouvoir, Éditions du Masque, 2005
- Mensonges, Éditions Timée, 2008
- Comme ils respirent, Éditions du 38, mars 2022
- Je ne rentrerai pas tard, Éditions Ajna de Scorto, 2024
- Une mort qui tombe à pic, City, 2025

### Coll. "Le Figuier sauvage"
- Et ils trouveront le repos, Bookelis (mars 2022), e-book Ed. du 38 (mai 2022)
- Indésirables, Bookelis (mars 2022), e-book Ed. du 38 (mai 2022)
- La Tentation du silence, Bookelis (mai 2022)

### Romans historiques

#### SérieRévolution française
Une série se déroulant en France, entre la Révolution française et le sacre de Napoléon Bonaparte, parue aux Éditions du Masque, dans la collection « Labyrinthes »
- Les Loups de la Terreur, 1998, coll. « Labyrinthes » no 36
- La Mort du Loup blanc, 1999, coll. « Labyrinthes » no 53
- Le Chacal rouge, 2000, coll. « Labyrinthes » no 75
- La Conspiration de l’hermine, 2003, coll. « Labyrinthes » no 84
- L’Envol de l’aigle, 2004, coll. « Labyrinthes »

#### Autres romans historiques
- Le Secret de Sir Adrian F., Timée Éditions, 2007 (Angleterre victorienne, 1893)
- L'Énigme Leprince, Timée Éditions, 2008
- Les Conjurés de décembre, Amazon Kindle, 2014

### Romans de littérature jeunesse

#### SérieWiggins
Le héros est le jeune Wiggins, gamin des rues et vendeur de journaux aperçu dans les récits d'Arthur Conan Doyle, et qui aide Sherlock Holmes dans ses enquêtes.
- Wiggins et le Perroquet muet, Syros, 1992
- Wiggins et la Ligne chocolat, Syros, 1995
- Un rival pour Sherlock Holmes, Livre de Poche Jeunesse, 1996
- Wiggins et Sherlock contre Napoléon, Syros, 2007
- Wiggins chez les Johnnies, Syros, 2003
- Wiggins et les Plans de l'ingénieur, Syros, 2006
- Wiggins et la Nuit de l'éclipse, Gulf Stream, coll. « Courants noirs », 2012 / et Ed. du 38, 2024

#### SérieLes Énigmes de Futékati
De courtes énigmes (quatre par livre) à résoudre par les tout jeunes lecteurs. La série, d'abord parue chez Hachette Jeunesse dans la collection "Bibliothèque rose", est en cours de re-publication par Gulf Stream.
Série La Bibliothèque rose, quinze titres publiés entre 1998 et 2006. Tous les titres sont illustrés par François San Millan.
- Le concours de natation. Bibliothèque rose ; 360 ; 1998
- Vol au musée Grévin. Bibliothèque rose ; 361 ; 1998
- Le secret. Bibliothèque rose ; 362 ; 1998
- La tour Eiffel a disparu ! Bibliothèque rose ; 363 ; 1998
- Le fantôme à la fenêtre. Bibliothèque rose ; 364 ; 1999
- Poisson d' avril. Bibliothèque rose ; 365 ; 1999
- Le hoquet de Quentin. Bibliothèque rose ; 366 ; 1999
- Futékati et la farce de Corentin. Bibliothèque rose ; 367 ; 2000
- Futékati et l'homme masqué. Bibliothèque rose ; 368 ; 2000
- Futékati et le drôle de Père Noël. Bibliothèque rose ; 369 ; 2001
- L'étrange mercredi de Futékati. Bibliothèque rose ; 370 ; 2003
- Futékati et la lettre-surprise. Bibliothèque rose ; 371 ; 2004
- Futékati et l'extraordinaire Niko Cacao. Bibliothèque rose ; 372 ; 2004
- Futékati et l'anniversaire de Jokari. Bibliothèque rose ; 373 ; 2005
- La dictée de Mademoiselle Paprika. Bibliothèque rose ; 374 ; 2006

Aux éditions Gulf Stream :
- tome 1 : Panique au potager (mars 2017)
- tome 2 : Tépakap, Futékati ! (mars 2017)
- tome 3 : Le Voleur du musée (août 2017)
- tome 4 : L'Eau qui pique (août 2017)
- tome 5 : Le Nuage au citron (mars 2018).
- tome 6 : Dans les pommes ! (mars 2018).
- tome 7 : Le fantôme à la fenêtre (2019)
- tome 8 : Cumulus en a plein le dos (2019)

#### SérieEuropa, en collab. av.Thierry Lefèvre(Nathan)
- - tome 1 : Dossier Morden ;
  - tome 2 : Deux morts à Venise ;
  - tome 3 : Noirs complots sur Bruxelles ;
  - tome 4 : Sale nuit à Londres.

#### SérieLes Aventures de Colin, tailleur de pierre
- - tome 1 : Le Secret de la cathédrale, Livre de Poche Jeunesse, 2006
  - tome 2 : La Malédiction de la Sainte-Chapelle, Livre de Poche Jeunesse, 2009
  - tome 3 :  Le Trésor de Salisbury, Livre de Poche Jeunesse, 2010

#### Autres romans pour la jeunesse
- Chapeau, Agathe !, Hachette jeunesse, 1997 ; réédité sous le titre Le Mystère des doubles fonds, Livre de Poche Jeunesse, 2004 ; réédition sous le titre La Rue des mystères, Livre de Poche Jeunesse, 2009
- Un détective de mauvais poil, Livre de Poche Jeunesse, 1998
- Panique au poney-club, Pocket, coll. « Kid-pocket », 2002
- Le Garçon d’en face, J’ai Lu, coll. « Journal Secret », 2002
- Fièvre à l’hôpital, J’ai Lu, coll. « Journal Secret », 2003
- Les Cauchemars de Cassandre, Nathan, coll. « Histoires noires de la mythologie », 2003
- Y a-t-il un assassin dans l'immeuble ?, Livre de Poche Jeunesse, 2004
- Ami, entends-tu..., Gulf Stream, coll. « Courants noirs », 2008
- Assassin !, Mango, coll. « Chambres noires », 2009
- Les Gentlemen de la nuit, Gulf Stream, coll. « Courants noirs », 2010 ; et Ed. du 38, 2024
- Les Poisons de Rome, Livre de Poche Jeunesse, 2011
- Vous ne tuerez pas le printemps, Gulf Stream, coll. « Courants noirs », 2014
- D'un combat à l'autre; Les filles de Pierre et Marie Curie, Nathan, 2014
- Un détective aux pattes de velours, Livre de Poche Jeunesse, 2014
- Eh bien, dansez maintenant ! La Fontaine et la cour du roi, Nathan, 2015.
- L'Anneau de Claddagh. Tome 1 : Seamrog . Tome 2 : Stoirm. Tome 3 : Bliss (Gulf Stream, 2015 et 2016)
- Arsène Lupin et le trésor du Diable. Hachette, 2017
- Il n'est si longue nuit, Gulf Stream, 2018
- L'inquiétant Mister W., Gulf Stream, 2019
- D'après la Flûte enchantée, Gulf Stream, août 2022

### Autres publications
- Dictionnaire du roman policier, Livre de Poche Jeunesse no 1509, 1998 (en collaboration avec Éric Biville)
- Le Roman policier, bonne ou mauvaise lecture ?, Éditions du Sorbier, 2004
- Mais que fait la police?, Gulf Stream, 2012

## Prix et distinctions
- 1996 : Prix du Zinc (Ville de Montmorillon), pour Faux frère.
- 2000 : Prix Groom, pour  Wiggins et Sherlock contre Napoléon (Société Sherlock Holmes de France).
- 2007 : Prix Val Cérou, pour Le Secret de la cathédrale (Cordes-sur-Ciel, prix décerné à un roman pour la jeunesse se situant dans l'univers médiéval).
- 2009 : Prix des collégiens de l'Hérault, pour Ami, entends-tu….
- 2010 : Prix Azimut des collégiens d'Asie du Sud-Est, pour Le Secret de la cathédrale.
- 2016 : Prix du roman historique jeunesse 41 (Blois) pour D'un combat à l'autre.

## Sources
- Claude Mesplède, Dictionnaire des littératures policières, vol. 2 : J - Z, Nantes, Joseph K, coll. « Temps noir », 2007, 1 086 (ISBN 978-2-910-68645-1, OCLC 315873361), p. 424-425.